# Senat Tschentscher I
Der rot-grüne Senat Tschentscher I war seit der Wahl von Peter Tschentscher zum Ersten Bürgermeister am 28. März 2018 bis zum 10. Juni 2020 die Landesregierung in Hamburg. Die Neuwahl des Bürgermeisters war notwendig geworden, nachdem der vorherige Bürgermeister Olaf Scholz als Finanzminister und Vizekanzler in die neue Bundesregierung berufen worden war.
Am 28. März 2018 wurde Tschentscher in der Bürgerschaft mit 71 von 118 abgegebenen Stimmen zum Ersten Bürgermeister gewählt. Anschließend wurden die Senatoren gewählt.
Entsprechend der Ämterverteilung, die im Koalitionsvertrag festgelegt wurde, setzte sich der Senat Tschentscher seit seiner Wahl am 28. März wie folgt aus elf Senatorinnen und Senatoren, drei der Grünen sowie acht auf Vorschlag der SPD, zusammen.
Seit dem 18. März 2020, dem Datum des ersten Zusammentrittes der neugewählten Hamburgischen Bürgerschaft, war der Senat Tschentscher I nur noch geschäftsführend im Amt und wurde mit der erneuten Wahl Tschentschers zum Ersten Bürgermeister durch die Hamburgische Bürgerschaft am 10. Juni 2020 durch den Senat Tschentscher II abgelöst.

## Senat
| Amt                                                         | Bild | Name                                       | Partei                   | Partei                                                                  | Staatsräte | Partei    | Partei     |
| ----------------------------------------------------------- | --- | ------------------------------------------ | ------------------------ | ----------------------------------------------------------------------- | --- | --------- | ---------- |
| Präsident des Senats und Erster Bürgermeister Senatskanzlei | | Peter Tschentscher                         |                          | SPD                                                                     | Annette Tabbara (bis 30. September 2019) Almut Möller (ab 1. Oktober 2019) Bevollmächtigte beim Bund, bei der Europäischen Union und für auswärtige Angelegenheiten |           | SPD        |
| Präsident des Senats und Erster Bürgermeister Senatskanzlei | Christoph Krupp (bis 30. September 2018) Jan Pörksen (ab 1. Oktober 2018) Chef der Senatskanzlei und des Personalamtes | Peter Tschentscher                         |                          | SPD                                                                     | SPD |           |            |
| Zweite Bürgermeisterin                                      | | Katharina Fegebank                         |                          | B’90/Grüne                                                              | |           |            |
| Behörde für Wissenschaft, Forschung und Gleichstellung      | Eva Gümbel | Katharina Fegebank                         |                          | B’90/Grüne                                                              | B’90/Grüne |           |            |
| Justizbehörde                                               | | Till Steffen                               | B’90/Grüne               | Katja Günther                                                           | B’90/Grüne |           |            |
| Behörde für Schule und Berufsbildung                        | | Ties Rabe                                  |                          | SPD                                                                     | Rainer Schulz |           | SPD        |
| Behörde für Kultur und Medien                               | | Carsten Brosda                             | SPD                      | Jana Schiedek                                                           | SPD |           |            |
| Behörde für Arbeit, Soziales, Familie und Integration       | | Melanie Leonhard                           | SPD                      | Jan Pörksen (bis 30. September 2018) Petra Lotzkat (ab 1. Oktober 2018) | SPD |           |            |
| Behörde für Gesundheit und Verbraucherschutz                | | Cornelia Prüfer-Storcks                    | SPD                      | Elke Badde (bis 15. Oktober 2018) Matthias Gruhl (ab 2. November 2018)  | SPD |           |            |
| Behörde für Stadtentwicklung und Wohnen                     | | Dorothee Stapelfeldt                       | SPD                      | Matthias Kock                                                           | | parteilos |            |
| Behörde für Umwelt und Energie                              | | Jens Kerstan                               |                          | B’90/Grüne                                                              | Michael Pollmann |           | B’90/Grüne |
| Behörde für Wirtschaft, Verkehr und Innovation              | | Frank Horch (bis 31. Oktober 2018)         |                          | parteilos                                                               | Torsten Sevecke Wirtschaft und Innovation |           | SPD        |
| Behörde für Wirtschaft, Verkehr und Innovation              | | Michael Westhagemann (ab 1. November 2018) | Andreas Rieckhof Verkehr | parteilos                                                               | | SPD       |            |
| Behörde für Inneres und Sport                               | | Andy Grote                                 |                          | SPD                                                                     | Bernd Krösser Inneres |           | parteilos  |
| Behörde für Inneres und Sport                               | Christoph Holstein Sport                                                                                               | Andy Grote                                 |                          | SPD                                                                     | SPD |           |            |
| Finanzbehörde                                               | | Andreas Dressel                            |                          | SPD                                                                     | Bettina Lentz |           | SPD        |